# آدم روسو
آدم روسو (بالإنجليزية: Adam Russo)‏ (و. 1983  م) هو لاعب هوكي الجليد كندي، ولد في مونتريال، مركز لعبه هو حارس مرمى ‏.
.

## روابط خارجية
- آدم روسو على موقع دوري الهوكي الوطني (الإنجليزية)
- آدم روسو على موقع EliteProspects.com (الإنجليزية)
- آدم روسو على موقع Eurohockey.com (الإنجليزية)
- آدم روسو على موقع HockeyDB.com (الإنجليزية)